# Antriebssysteme der Modelleisenbahn
Die Antriebe der Modelleisenbahnen haben sich seit den Anfängen stark verändert und sich dabei am modernsten Stand der Technik orientiert. Antrieb und die Möglichkeiten der Steuerung des Modells sind technisch oft voneinander abhängig.

## Mechanisch

### Rollmodelle
Diese Modelle werden einfach von Hand über die Gleise geschoben. Das bekannteste Beispiel ist die Holzbahn, die von dem Hersteller Brio entwickelt wurde. Auch die allerersten Lokomotiven in Nenngröße N waren derartige motorlose Rollmodelle.

### Uhrwerk
Schon früh wurden die Modelle für den Spielzeugmarkt von einem aufziehbaren Uhrwerk angetrieben, also einer gespannten Feder. Das erschwerte ihre Steuerung von außen, doch waren die Modelle robust gebaut, so dass sie auch das Greifen der Schalter in voller Fahrt überstanden. Es gab auch Langsamfahr- und Stopp-Gleise, die die Steuerung der Lokomotive übernahmen und diese sicher anhalten konnten. Ein derartiges uhrwerkgetriebenes Eisenbahnsystem, die Billerbahn, wurde noch bis in die 1970er Jahre hinein in Deutschland gebaut und vertrieben.

## Verbrennung

### Dampf
Als auch das Vorbild noch mit Dampf fuhr, wurden auch mit Dampf betriebene Modelle gebaut. Hier wird durch echte Befeuerung (Gas, Spiritus, Esbit, aber auch Kohle) Wasser zu Dampf umgewandelt und damit ein oder mehrere Zylinder angetrieben. Historische Exemplare sind heute Sammlerstücke; in den größeren Maßstäben (Nenngrößen 1 und 2) gibt es auch heute wieder ein nennenswertes Angebot an fertigen Triebfahrzeugen und Bausätzen mit Dampfbetrieb. Auch in Baugröße H0 werden vereinzelt Echtdampfmodelle in Serie gebaut; allerdings sind die dann sehr filigranen Modelle eher für die Vitrine als den Alltagsbetrieb ausgelegt. Einen Überblick über die Szene bietet das jährliche Echtdampftreffen im Auto- und Technikmuseum Sinsheim.

### Benzin und Diesel
Für Flug- und Automodelle sind leistungsfähige Verbrennungsmotoren entwickelt worden, so dass es auch Versuche gab, diese für den Lokomotivmodellbau nutzbar zu machen. Meist treibt hier nach dieselelektrischem Vorbild der Motor einen Generator an, der dann den Strom zum Betrieb eines Elektromotors liefert. Diese Antriebsart wird in Analogie zu Echtdampf als Echt-Diesel bezeichnet, auch wenn kein Diesel als Brennstoff eingesetzt wird.

## Elektrisch
Der elektrische Antrieb ist heute die bei weitem am häufigsten eingesetzte Technik. Zur Entstehungszeit war an ein Betreiben einer Modellbahn mit in die Lokomotiven eingebauten Batterien oder Akkus aus Platzgründen nicht zu denken. So entwickelte sich sofort das heute bekannte Verfahren des elektrischen Antriebs mit einer Stromzuführung durch die Fahrschienen, das gleichzeitig eine entwickelte Steuerung der Modelle erlaubt.
Zu Beginn wurden die Lokomotiven mit Wechselstrom betrieben und entsprechende Allstrommotoren verwendet; erst nach dem Zweiten Weltkrieg setzte sich auch Gleichstrom durch. In der in Deutschland am weitesten verbreiteten Baugröße H0 werden heute immer noch beide Stromarten verwendet.

### Motoren
Der Elektromotor stellt grundsätzlich das wichtigste Konstruktionsproblem einer Modellbahnlokomotive dar, da er kräftig, gut steuerbar und gleichzeitig so klein wie möglich sein muss. Über viele Jahre sind bei den großen Firmen die verwendeten Motoren gleich geblieben, auch für die unterschiedlichsten Lokomotivtypen. Märklin etwa verwendete bis Anfang der 1970er Jahre einen dreipoligen Motor mit Stirnradgetriebe, der allgemein wegen seiner Bauform als Scheibenkollektor-Motor bezeichnet wird. Mitte der 1970er Jahre bis etwa Ende der 1990er Jahre wurde er durch den sogenannten Trommelkollektor-Motor ersetzt, für den es für Digitalmodelle auch eine Sonderform mit fünfpoligem Anker gab (den sogenannten Hochleistungsmotor).
Andere Firmen begannen in den 1960er Jahren, bei Schlepptenderlokomotiven aus Platzgründen den Motor statt in die Lokomotive selbst in den Tender einzubauen. Wo dies nicht möglich war, wurde der dreipolige sogenannte Rundmotor eingesetzt, der Mitte der 1990er Jahre durch einen Mittelmotor mit Schwungmasse und Schneckenantriebe ersetzt wurde.

### Stromzuführung

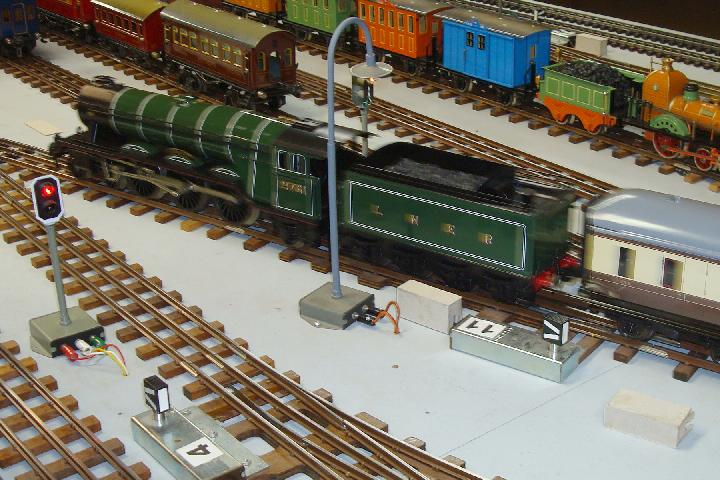
Dreischienen-Dreileiter-Gleissystem auf einer Clubanlage der Nenngröße 0, 2008

Zur Stromzuführung werden grundsätzlich zwei getrennte Leiter benötigt; da zur Zeit der Entstehung erster serienmäßiger Modellbahnen die Fahrschienen der vorhandenen Gleise elektrisch verbunden waren, wurde zunächst ein dritter Leiter in der Mitte hinzugefügt. Dieser Ansatz und die Verwendung von Wechselstrom haben sich in Spur H0 bis heute erhalten (Mittelleiter-Wechselstromsystem), da sie vom größten Hersteller Märklin aus Kompatibilitätsgründen weiter gefördert werden. Eine alternative Technik trennt die beiden Fahrschienen elektrisch und verwendet sie für die beiden Pole der Stromversorgung; in den meisten Fällen wird hier Gleichspannung eingesetzt (Zweileiter-Gleichstromsystem). Technisch ist jede Kombination aus zwei oder drei Leitern einerseits und Wechsel- oder Gleichstrom andererseits möglich und verwendet worden; in der Spur 0 und H0 werden aber heute im Allgemeinen die beschriebenen zwei Kombinationen eingesetzt. In allen anderen Baugrößen hat sich das Zweischienen-Gleichstromsystem weitgehend durchgesetzt.

### Akkumulator
Modellbahner, die dazu tendieren, ihre Lokomotiven selbst zu bauen, verwenden oft weniger gebräuchliche Maßstäbe und ungewöhnliche technische Lösungen; bei genügend großem Maßstab (etwa ab 1:32) werden hier immer wieder auch akkumulatorbetriebene Lokomotiven eingesetzt, die durch Funkfernsteuerung gesteuert werden.